# 多克西

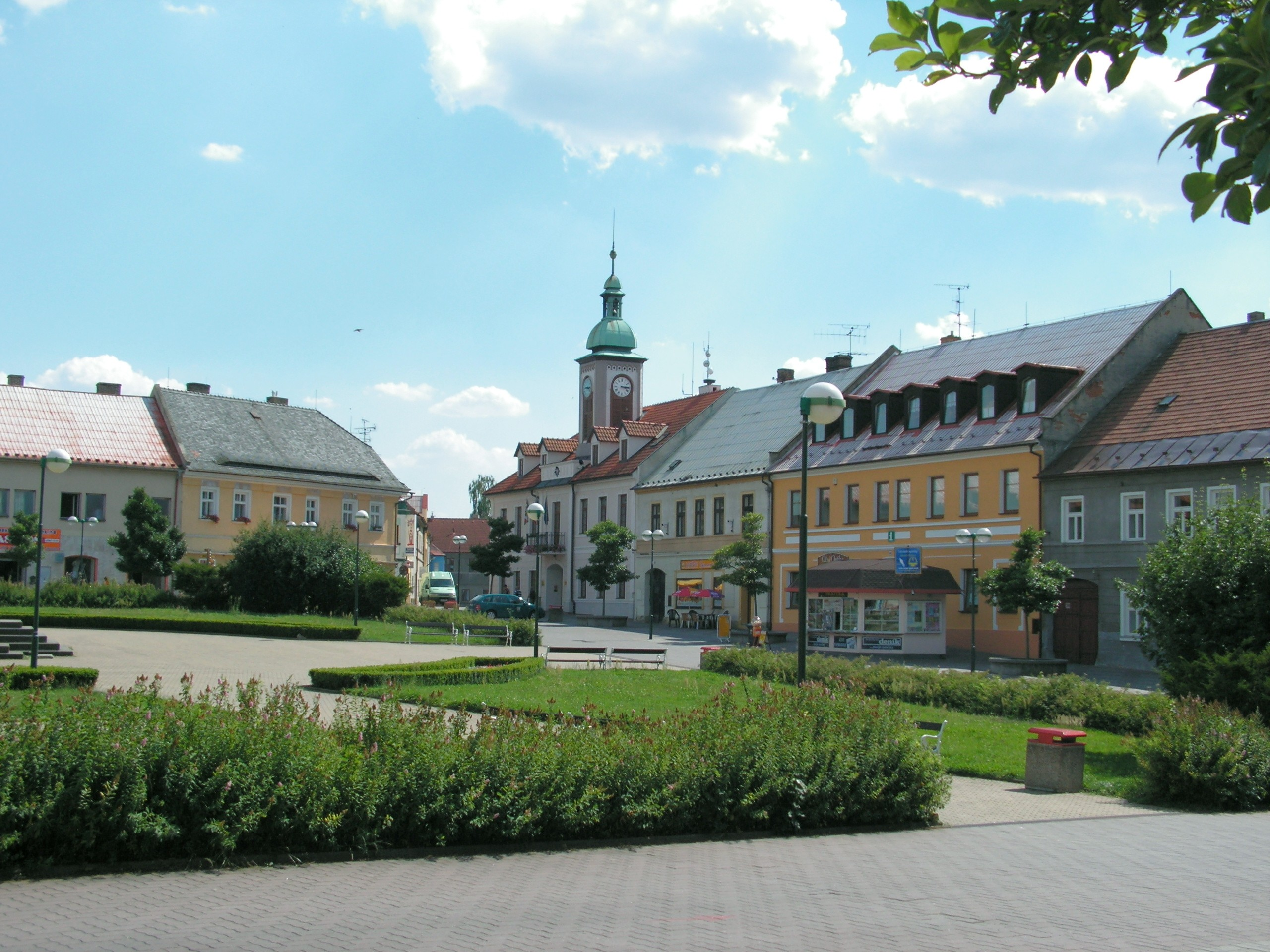

多克西是捷克的城鎮，位於該國北部，由利貝雷茨州負責管轄，面積74.93平方公里，海拔高度266米，鎮上的城堡建於十六世紀晚期，2006年人口5,190。

## 外部連結
- Municipal website（页面存档备份，存于）
- ubytovani - Doksy  - Machovo jezero
- accommodation in stand alone house in Doksy （页面存档备份，存于）